# Đế quốc La Mã đàn áp Cơ Đốc giáo

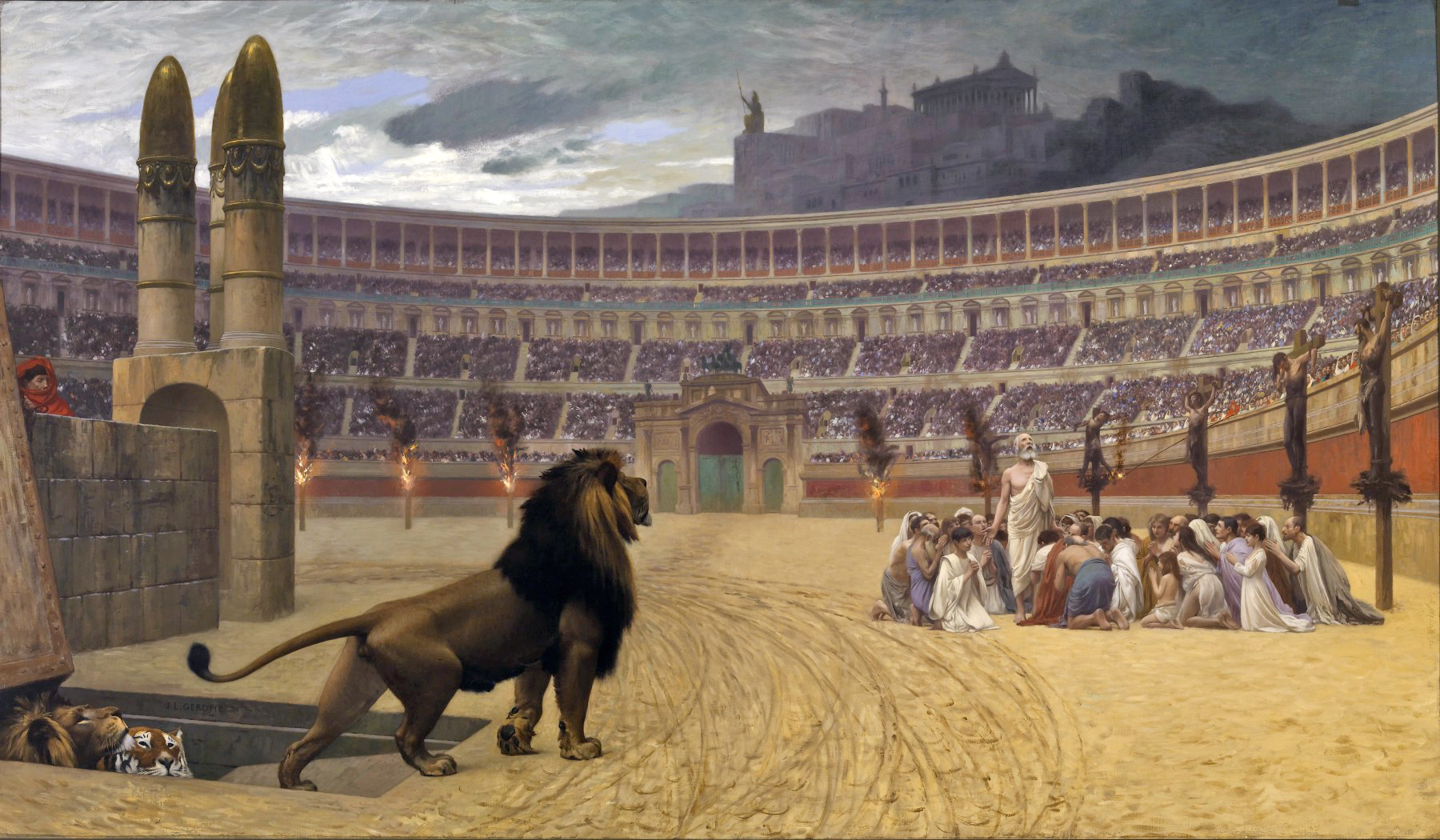
Bức tranh Lời cầu nguyện cuối cùng của những người tuẫn đạo Cơ Đốc giáo do Jean-Léon Gérôme vẽ vào năm 1883.

Đế quốc La Mã đàn áp Cơ Đốc giáo (chữ Anh: Persecution of Christians in the Roman Empire) bắt đầu từ thế kỉ I cho đến thế kỉ IV kết thúc, diễn ra rải rác và thường ở quy mô khu vực trên toàn đế quốc. Ban đầu, Đế quốc La Mã vốn là đế quốc theo tín ngưỡng đa thần, tin vào tôn giáo La Mã cổ đại và tôn giáo Hi Lạp hoá. Khi Cơ Đốc giáo lan rộng trong Đế quốc La Mã, nó đã phát sinh xung đột về ý thức hệ với tôn giáo chủ đạo của Đế quốc La Mã lúc bấy giờ là tín ngưỡng thờ cúng hoàng đế La Mã (en). Cơ Đốc nhân căm ghét việc thần dân của Đế quốc La Mã dâng hiến lễ vật cho các hoàng đế La Mã được thần thánh hoá hoặc các vị thần La Mã, bởi vì điều này đã xúc phạm đến giáo luật, rằng nghiêm cấm Cơ Đốc nhân tôn thờ ngẫu tượng. Do đó, nhà nước và các thành viên khác trong xã hội đã trừng phạt các tín đồ Cơ Đốc giáo vì tội phản bội, truyền bá các tin đồn khác thường, tổ chức các buổi nhóm họp bất hợp pháp, và truyền bá tín ngưỡng lạ lẫm, khiến cho người La Mã phải từ bỏ đức tin.
Cuộc đàn áp Cơ Đốc giáo lần đầu tiên của Đế quốc La Mã diễn ra vào thời kì Nero thống trị. Trong thời kì của Marcus Aurelius, Đế quốc La Mã đã tăng cường mức độ đàn áp Cơ Đốc giáo. Sau đó, các hoạt động đàn áp có phần buông lỏng. Vào thời kì của Decius và Trebonianus Gallus, hoạt động đàn áp lại bắt đầu tái diễn. Valerian bị Shapur I - quốc vương của triều đại Sasan Ba Tư, bắt làm tù binh trong Chiến tranh La Mã–Ba Tư, và sau khi Gallienus kế vị, do cuộc Khủng hoảng Thế kỉ III cho nên chính quyền Đế quốc La Mã tạm thời đình chỉ hoạt động đàn áp, nhưng vẫn diễn ra những cuộc bức hại quy mô nhỏ.
Trong chế độ Tứ đế cộng trị, vào thời kì Augustus, hoàng đế làm chủ vùng lãnh thổ phía Đông, đã diễn ra cuộc bức hại Diocletian, đây là cuộc đàn áp Cơ Đốc giáo lần cuối cùng của Đế quốc La Mã. Sau khi Maximian, hoàng đế làm chủ vùng lãnh thổ phía Tây qua đời, thì Galerius, trước đó là phó hoàng đế vùng lãnh thổ phía đông, đã ban hành sắc lệnh Serdica vào năm 305, dừng đàn áp ở lãnh thổ phía Đông của đế quốc. Constantine Đại Đế, hoàng đế làm chủ vùng lãnh thổ phía Tây, sau khi đánh bại kẻ tranh giành quyền lực là Maxentius trong Chiến dịch Milvian Bridge vào tháng 10 năm 312, và vào năm 313, đã cùng với Licinius - hoàng đế làm chủ vùng lãnh thổ phía Đông, ban hành sắc lệnh Milan, cho phép tất cả các tôn giáo, bao gồm cả Cơ Đốc giáo, được truyền bá trong lãnh thổ Đế quốc La Mã.
Sau sắc lệnh Thessalonica được ban bố vào năm 380, Cơ Đốc giáo trở thành quốc giáo của Đế quốc La Mã.

## Tóm tắt

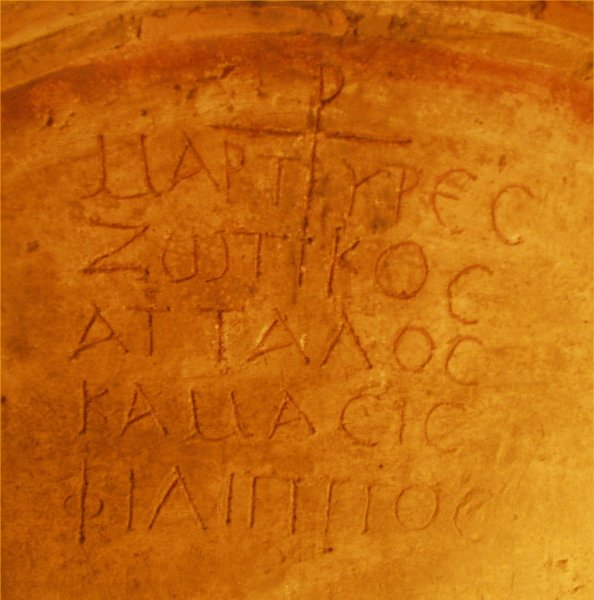
Tên của bốn vị thánh tử đạo trong cuộc Đại bức hại - Zoticus, Attalus, Kamasis, Philippus - trên ngôi mộ của họ, đặt trong hầm mộ của nhà thờ Cơ Đốc giáo thời kì sơ khai ở Niculițel, Romania.

Cơ Đốc giáo ra đời khoảng từ năm 30 đến 50, sau đó phát triển nhanh chóng trong lãnh thổ Đế quốc La Mã, nhưng đồng thời phải chịu đựng sự bức hại tàn khốc từ các nhà thống trị đế quốc. Vô số tín đồ bị bỏ tù, lưu đày và bị tàn sát. Đến năm 350, trong Đế quốc La Mã có khoảng 7 triệu tín đồ Cơ Đốc, trong đó 2 triệu người đã bị giết vì không từ bỏ đức tin, những người tuẫn đạo trở thành liệt sĩ của Cơ Đốc giáo.
Tại sao Đế quốc La Mã lại bức hại Cơ Đốc nhân thời kì sơ khai? Giải thích tổng quát là vì Cơ Đốc giáo là tôn giáo nhất thần, không chấp nhận việc thờ cúng đa thần của Đế quốc La Mã. Nhưng vấn đề là, Do Thái giáo - tôn giáo mẹ của Cơ Đốc giáo, cũng là tôn giáo nhất thần, một li một tí không thoả hiệp trong việc bảo vệ tính độc đáo của giáo lí, và cũng không quỳ lạy các vị thần La Mã, nhưng tại sao lại được người La Mã chấp nhận?
Nguyên nhân chủ yếu khiến Cơ Đốc giáo thời kì sơ khai không được người La Mã chấp nhận là vì đấy là một tôn giáo mới ra đời. Đế quốc La Mã là một quốc gia tôn sùng sự thật lịch sử; các tôn giáo của các dân tộc mà bị họ chinh phục, chỉ cần có lịch sử lâu dài và gắn bó chặt chẽ với cuộc sống của người dân, thông thường sẽ được công nhận. Do Thái giáo là tôn giáo cổ xưa nhất trên thế giới, lúc bấy giờ đã có hàng ngàn năm lịch sử, và lịch sử của dân tộc Do Thái cũng lâu hơn người La Mã. Do đó, tín đồ Do Thái giáo (tức là người Do Thái) chỉ cần không bạo loạn lật đổ, thì có thể tự do thực hành tôn giáo của mình trong Đế quốc La Mã, sinh hoạt tôn giáo một cách bình an vô sự. Cơ Đốc giáo là tôn giáo do Chúa Giê-xu người Do Thái sáng lập, và được tạo dựng bởi các sứ đồ người Do Thái như Phao-lô và Phi-e-rơ, mặc dù Cơ Đốc giáo thường đem huyết mạch của mình tương liên với các tiên tri cổ xưa của Do Thái giáo, nhưng vào thời điểm đó, nó thật sự chỉ là một tôn giáo mới ra đời. Cơ Đốc nhân thời kì sơ khai đều là người Do Thái, người La Mã vẫn hay ngộ nhận rằng đấy là một phân nhánh của Do Thái giáo. Khi sứ đồ Phao-lô đem đối tượng truyền giáo mở rộng đến những người không phải Do Thái, Cơ Đốc giáo nhanh chóng phát triển ở các đô thị lớn của Đế quốc La Mã ví dụ như Rome, Alexandria, người La Mã mới hiểu rõ rằng Cơ Đốc giáo là tôn giáo mới ra đời nhưng hoàn toàn khác biệt với Do Thái giáo. Đến khoảng năm 100, người không phải Do Thái đã trở thành Cơ Đốc nhân với tuyệt đại đa số. Cách giải thích độc đáo của Cơ Đốc giáo về Chúa Giê-xu vừa là Người vừa là Đức Chúa Trời, cùng với định nghĩa về Ba Ngôi (Chúa Cha, Chúa Con và Chúa Thánh Linh) đã khiến người La Mã nghi hoặc khó hiểu: Một người bị người La Mã xử chết trên thập tự giá, rõ ràng là con của thợ mộc, làm sao có thể vừa là Đức Chúa Trời vừa là Con Đức Chúa Trời? Do đó, họ nhận định Cơ Đốc giáo là tà giáo. Năm 65, Đế quốc La Mã tuyên bố Cơ Đốc giáo là tôn giáo phi pháp, đã mở đầu lịch trình đàn áp Cơ Đốc giáo gần 300 năm.
Mặt khác, một số đặc điểm độc đáo của Cơ Đốc giáo không phù hợp với lợi ích của Đế quốc La Mã, điều này cũng là một trong những nguyên nhân bị bức hại. Cơ Đốc giáo thời kì sơ khai phản đối bạo lực, luôn giữ thái độ phủ định đối với việc tòng quân và đánh trận. Trước năm 300, quân đội La Mã rất ít khả năng chiêu mộ được các binh sĩ Cơ Đốc giáo. Ngay cả khi một số tín đồ Cơ Đốc giáo bị buộc phải nhập ngũ, họ cũng không trực tiếp tham gia vào các cuộc chiến đẫm máu. Có ghi chép rằng hoàng đế La Mã Marcus Aurelius đã chiêu mộ một quân đoàn Cơ Đốc giáo, và họ đã cứu hoàng đế khỏi thất bại, không phải nhờ vào kĩ năng quân sự, mà là một trận mưa lớn nhờ lời cầu nguyện đã làm chết chìm quân địch. Mặc dù câu chuyện này do một vị mục sư Cơ Đốc giáo thời đó tưởng tượng ra, nhưng nó phản ánh chân thật thái độ của Cơ Đốc giáo thời kì sơ khai đối với chiến tranh. Giống như các quốc gia hiện đại, Đế quốc La Mã coi việc nhập ngũ là nghĩa vụ của công dân, và giáo lí chống bạo lực của Cơ Đốc giáo khiến cho Đế quốc La Mã vô cùng tức giận, rất nhiều liệt sĩ Cơ Đốc giáo đã phải tuẫn đạo vì từ chối nhập ngũ.
Các tín đồ Cơ Đốc giáo một khi hình thành cộng đồng, họ thường khép kín trong vòng tròn bí ẩn của riêng mình, sợ hãi những rủi ro từ cuộc sống xã hội có thể gây ô nhiễm tinh thần, không giao du kết thân với người phổ thông, không tham gia hoạt động xã hội, dẫn đến quan hệ rất không hoà hợp với những người không phải Cơ Đốc giáo. Thời đó, việc tắm rửa ở bể tắm công cộng là một hoạt động xã hội quan trọng; các bể tắm không chỉ cung cấp dịch vụ vệ sinh sạch sẽ mà còn là trung tâm cho các cuộc bàn luận chính trị, sinh kế và bói toán. Tín đồ Cơ Đốc giáo không bao giờ đến bể tắm công cộng tắm rửa, vì vậy họ thường có mùi cơ thể nặng hơn so với những người không phải Cơ Đốc giáo. Một số nghi thức tôn giáo của Cơ Đốc giáo, như Thánh lễ Báp-têm và Thánh lễ Tiệc Thánh, đối với những người không phải Cơ Đốc giáo chưa biết chân tướng về chúng thì nhìn có vẻ bí ẩn và lấy làm lạ, từ đó sản sinh rất nhiều tin đồn lan truyền rộng khắp trong xã hội. Ví dụ, dân chúng phổ thông tin rằng tín đồ Cơ Đốc giáo ăn thịt người và uống máu người. Hơn nữa, còn có tin đồn rằng Cơ Đốc giáo là một tà giáo thoả mãn dục vọng, với các tín đồ có hành vi loạn luân, quan hệ tình dục bừa bãi, và quan hệ với động vật; họ còn được cho là dùng tình dục để cám dỗ, móc nối với vợ của người không phải Cơ Đốc giáo để họ cải đạo. Sự khép kín của Cơ Đốc giáo và những tin đồn liên quan đã tạo ra thành kiến và nhìn bằng con mắt căm thù đối với Cơ Đốc giáo trong xã hội, cũng là cái cớ khiến cho Đế quốc La Mã đàn áp Cơ Đốc giáo.
Đế quốc La Mã bức hại Cơ Đốc giáo kéo dài hơn 300 năm, và phương thức tàn sát các tín đồ Cơ Đốc giáo cực kì thảm khốc. "Máu của những người tuẫn đạo là hạt giống của Giáo hội", Cơ Đốc giáo không những không bị diệt vong, trái lại còn phát triển nhanh chóng hơn. Năm 313, Constantine Đại Đế hạ chiếu chỉ dừng bức hại Cơ Đốc giáo. Sau đó là một sự thật ai cũng biết: Cơ Đốc giáo đã thay thế tôn giáo thờ cúng đa thần trở thành quốc giáo của Đế quốc La Mã. Cuộc đối kháng với Cơ Đốc giáo kéo dài hơn 300 năm, Đế quốc La Mã đã cáo chung bằng thất bại.